# Logan County (Nebraska)
Logan County ist ein County im Bundesstaat Nebraska der Vereinigten Staaten. Der Verwaltungssitz (County Seat) ist Stapleton.

## Geographie
Das County liegt etwas westlich des geographischen Zentrums von Nebraska und hat eine Fläche von 1479 Quadratkilometern, wovon 1 Quadratkilometer Wasserfläche ist. Es grenzt im Uhrzeigersinn an folgende Countys: Blaine County, Custer County, Lincoln County, McPherson County und Thomas County.

## Geschichte
Logan County wurde 1885 gebildet. Benannt ist es nach dem Unions-General John A. Logan.

## Demografische Daten
Nach der Volkszählung im Jahr 2000 lebten im Logan County 774 Menschen in 316 Haushalten und 229 Familien. Die Bevölkerungsdichte betrug unter 1 Einwohner pro Quadratkilometer. Ethnisch betrachtet setzte sich die Bevölkerung zusammen aus 98,6 Prozent Weißen, 0,1 Prozent Afroamerikanern und 1,0 Prozent amerikanischen Ureinwohnern; 0,3 Prozent stammten von zwei oder mehr Ethnien ab. 0,9 Prozent der Bevölkerung waren spanischer oder lateinamerikanischer Abstammung.
Von den 316 Haushalten hatten 29,7 Prozent Kinder und Jugendliche unter 18 Jahre, die bei ihnen lebten. 66,5 Prozent waren verheiratete, zusammenlebende Paare, 3,8 Prozent waren allein erziehende Mütter, 27,5 Prozent waren keine Familien, 25,0 Prozent waren Singlehaushalte und in 12,7 Prozent lebten Menschen im Alter von 65 Jahren oder darüber. Die Durchschnittshaushaltsgröße betrug 2,45 und die durchschnittliche Familiengröße lag bei 2,95 Personen.
Auf das gesamte County bezogen setzte sich die Bevölkerung zusammen aus 27,3 Prozent Einwohnern unter 18 Jahren, 4,4 Prozent zwischen 18 und 24 Jahren, 24,0 Prozent zwischen 25 und 44 Jahren, 26,7 Prozent zwischen 45 und 64 Jahren und 17,6 Prozent waren 65 Jahre alt oder darüber. Das Durchschnittsalter betrug 42 Jahre. Auf 100 weibliche Personen kamen 99,0 männliche Personen. Auf 100 Frauen im Alter von 18 Jahren oder darüber kamen statistisch 99,6 Männer.
Das jährliche Durchschnittseinkommen eines Haushalts betrug 33.125 USD, das Durchschnittseinkommen der Familien betrug 38.958 USD. Männer hatten ein Durchschnittseinkommen von 26.250 USD, Frauen 18.906 USD. Das Prokopfeinkommen betrug 14.937 USD. 6,5 Prozent der Familien und 10,5 Prozent der Bevölkerung lebten unterhalb der Armutsgrenze. Darunter waren 13,1 Prozent der Kinder und Jugendlichen unter 18 Jahren und 9,6 Prozent der Senioren ab 65 Jahren.

## Orte im County
- Gandy
- Hoagland
- Logan
- Stapleton